# 岡部幸雄
岡部 幸雄（おかべ ゆきお、1948年10月31日 - ）は、日本の元騎手、競馬評論家。群馬県新田郡強戸村（現：太田市）出身。日本中央競馬会（JRA）に所属し1967年から2005年にかけて現役生活を送った。
20世紀後半から21世紀初頭にかけて中央競馬のトップジョッキーとして活躍し、競馬ファンから名手の愛称で親しまれた。アメリカの競馬に感化され、「馬優先主義」をはじめとする理念や技術を日本に持ち込んだ。中央競馬において、特定の厩舎や馬主に拘束されないフリーランス騎手の先駆けとなったことでも知られる。1995年1月から2007年7月まで、中央競馬における騎手の最多勝記録（最終的には2943勝）を保持した。
※文中の「GI競走」は日本のパート1国昇格前のGI競走を、「GI級競走」は日本のパート1国昇格後のGI競走およびJpnI競走を指す（詳細については競馬の競走格付けを参照）。

## 人物歴

### 概要
少年時代に中央競馬の騎手を志し、馬事公苑の騎手養成所に入学。1967年3月に騎手としてデビューした。2年目の1968年に牝馬東京タイムズ杯で優勝して重賞初制覇を達成し、翌1969年には関東リーディングジョッキー2位を獲得、1971年に優駿牝馬（オークス）を優勝して八大競走初制覇を達成するなどデビュー当初から活躍。1984年には中央競馬史上4人目の牡馬クラシック三冠達成騎手となった。引退するまでの間にリーディングジョッキーを2回（1987年、1991年）、関東リーディングジョッキーを11回獲得。1995年に騎手として中央競馬史上最多となる通算2017勝を挙げ、以降2005年3月に引退するまでの間、最多勝利記録を更新し続けた（成績に関する詳細については#成績を参照）。日本国外へ積極的に遠征し、その経験をもとに中央競馬に対しさまざまな提言を行った。また、特定の厩舎に所属せずエージェントを介して騎乗依頼を受ける騎手業のスタイルを確立した。日本騎手クラブ会長としても活動した。騎手引退後は競馬評論家的活動を行っている。

### 少年時代
1948年に誕生。実家は農家で、馬の育成も行っていた。岡部は物心がつくかつかないかという頃から馬に乗せられ、小学生の頃には自力で速歩や駈歩を行うことができるようになった。幼少期は体質が弱く、また平均よりも身長が低かったためコンプレックスを抱くことが多かったが、やがて乗馬においてはむしろ小柄なことが有利に働くことを知り、中学生時代には中央競馬の騎手を志すようになった。中学校3年生の秋に馬事公苑の騎手養成所に願書を提出、事後に父の承諾を得て受験し、合格した。
岡部は、騎手になったことについて祖父の影響が強かったと述べている。実家が馬の育成を行っていたのは祖父の意向によるものであり、幼少期から馬に騎乗する機会を得ると同時に、馬の世話を課されたことによって馬に対する愛情には世話をすることの辛さが含まれることを学んだ。また、祖父に連れられて足利競馬場に通うことが多く、競馬に親しんだ。

### 馬事公苑時代（1964年4月 - 1966年3月）
1964年4月に馬事公苑騎手養成所に入学。16名いた養成所の同期生には柴田政人・福永洋一・伊藤正徳らがおり、花の15期生と呼ばれる。
岡部曰く、馬事公苑の実習においては競馬関係者の息子が教官に贔屓されて能力の高い馬があてがわれ、岡部のようなバックボーンのない者よりもいい成績を収めた。その結果岡部は成績の悪い者を集めた班に振り分けられた。岡部は一矢報いるために能力の著しく劣る馬を調教し、成績優秀者の馬に劣らぬ高いパフォーマンスを発揮させることに成功した。岡部は教官の贔屓によって無意識のうちにハングリー精神が培われたとしている。

### 騎手時代（1967年3月 - 2005年3月）

#### 下積み時代
馬事公苑修了後1年間の修業期間を経て、1967年に岡部は騎手免許を取得して鈴木清厩舎所属騎手としてデビューする。岡部が騎手になった当初の中央競馬界には徒弟制度が色濃く残されており、見習騎手の頃には庭の掃除、草むしり、使い走り、靴磨きなどに従事した。岡部は当時存在した徒弟制度について、「縦の世界」の中で先輩から技能面や精神面の指導を受け、競馬界のルールを学びとることができる点を肯定的に評価し、もう一度下積みから始めることに何の抵抗もないと述べている。なお岡部は、徒弟制度が崩壊した現在の中央競馬においては縦の人間関係によって守られつつ技能を会得する機会がなく、若手であってもいきなり結果が求められる点を弊害として指摘している。
デビュー当初、岡部は兄弟子であり鈴木厩舎の主戦騎手であった高橋英夫を目標とした。高橋も岡部の騎手としての資質に加え研究熱心さを高く評価して親身に指導し、騎手を引退し調教師となった後は岡部を主戦騎手として起用することが多かった。なお、岡部の重賞初勝利は高橋の管理馬によるものであったため、両者の関係を師弟関係に近いと捉える者もいる。高橋は当時の岡部について、「若い時はレースで慌てたり興奮したりするものですが、彼は初めから冷静でうまかった」と評し、引退に際しては「彼は研究熱心で真面目一本の人間。努力してきたからこれだけ長く乗れたのでしょう」と述べている。

#### 日本国外への遠征（1971年以降）
岡部は1971年にカネヒムロで優駿牝馬を制し、同馬の調教師の成宮明光から優勝のご褒美という形でアメリカ・西海岸行きをプレゼントされた。同年末に初めてアメリカを訪れると、競走馬のたくましさ、レースの激しさ、競馬関係者の情熱、騎手の技術水準の高さを目の当たりにし、以後は常にアメリカの競馬を目標とするようになった。岡部は英会話を学びつつアメリカを中心に日本国外への遠征を繰り返し、1972年にアメリカで日本国外の競馬での初騎乗を経験。8月11日にデルマー競馬場のメリディアントロフィー（1200m・10頭中9着）で騎乗して以降、日本国外12か国で133のレースに騎乗し、8か国で13の勝利を挙げた。
1985年7月6日に西ドイツ・ハンブルク競馬場のベルリン市賞（2400m・6頭立て）でチューダーリージェントに騎乗し、日本国外での競馬における初勝利を挙げる。同年8月10日にはデルマー第6競走未勝利（1700m・10頭立て）のスーパーマジェスティに騎乗し、アメリカでの日本人騎手初勝利を挙げた。重賞競走では1994年にメディパルに騎乗しマカオのマカオダービーを優勝して日本人騎手としては初めて日本国外のダービー優勝を達成。さらに1998年にはタイキシャトルに騎乗しフランスのジャック・ル・マロワ賞を優勝し、悲願であった日本国外の国際G1制覇を成し遂げた。日本の騎手が日本国外へ遠征し、騎乗することの先駆者的存在といわれる。松山康久は、国際化の先駆けとなった意味で「日本競馬の顔」であると評した。岡部が引退した際、武豊は岡部が日本国外で騎乗したことに刺激を受けたとコメントしている。武は「どこに行っても、関係者の口からあの人の名前が出てくる。海外に行けば行くほど、岡部さんの偉大さを実感します」と語り、1994年には岡部について、「あの人は僕なんかとは格が違う。全然上ですよ。僕はまだ岡部さんと比較されるレベルには来ていない」と前置きしたうえで、次のように語っていた。
アメリカへの遠征は、岡部に大きな影響を与えた。たとえば岡部のモンキー乗りはアメリカ式のモンキー乗りの要素を取り入れたものである。また、鞭の持ち替え（鞭を持つ手を変えて、馬の左右から鞭を入れられるようにする技術）はアメリカで行われているのを目にした岡部が日本で初めて実践した。岡部曰くアメリカでのやり方を模倣して日本で実践したことには当初「アメリカかぶれ」などと批判も浴びせられたものの、その後スタンダードになったものが数多くある。さらに自らが模倣するだけでなく、日本の競馬関係者及び競馬界に対しアメリカに倣うよう数々の提言を行った。
アメリカ遠征の影響は技術面のみならず精神面にも及んだ。岡部は遠征を繰り返すもなかなか勝利を挙げられないでいたが、そんな時に岡部は親交の深かったクリス・マッキャロンから、「Take it easy」という言葉を贈られ、この言葉は岡部の座右の銘となった。さらに岡部は、遠征中に日常会話を交わす中で、日本国外の競馬関係者と比べて社会一般のルールや常識が身についていないことを自覚するようになった。岡部はプロゴルファー・ジャック・ニクラスの「よきゴルファーである前によき社会人であれ」という言葉を引き合いに出し、自戒を込めつつ、日本の競馬関係者に対して専門分野にのみ偏って社会常識や判断力を失ってはならないと警鐘を鳴らすようになった。

#### シンボリルドルフでクラシック三冠を達成（1984年）

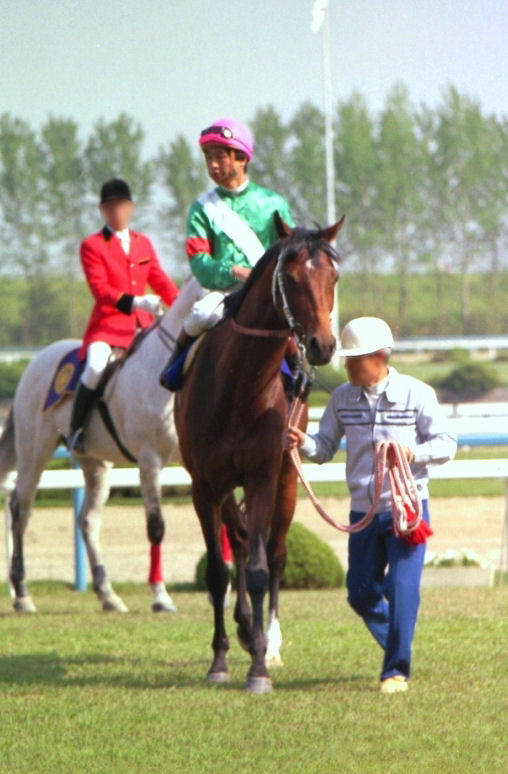
シンボリルドルフに騎乗する岡部（1985年4月29日、第91回天皇賞（春））

1984年、岡部はシンボリルドルフに騎乗して中央競馬牡馬クラシック三冠を達成した。岡部はシンボリルドルフについて、新馬戦で騎乗した際に「ルドルフは外車も外車、それもとびきり上等の外車だ」という印象を抱き、1992年6月にも「現在、日本でつくり出せるサラブレッドの最高峰を極めた馬」と評している。現役引退後には騎手生活が38年間に及んだのはもう一度シンボリルドルフのような馬に巡り合いたいと思ったからだと述べている。競馬ファンの多くもシンボリルドルフを岡部のベストパートナーとみなしている。
岡部が騎手を引退した2005年にシンボリルドルフと同じく無敗でのクラシック三冠馬となったディープインパクトとシンボリルドルフの比較においては、ディープインパクトにはシンボリルドルフに匹敵する能力があるとしつつ、欠点の少なさにおいてはシンボリルドルフの方が上であると評している。

#### フリー騎手の先駆けとなる（1984年）
1984年10月1日、岡部は特定の厩舎に所属しないフリーランスの騎手となった。動機は、所属厩舎が管理する馬への騎乗を優先させて騎乗したい馬に乗れないことへの不満にあった。また岡部自身が当時シンボリルドルフの主戦騎手だったことで、「ルドルフに乗れなくなることだけは避けたかった。ここでルドルフに乗れないようなことになったら、自分にはもうチャンスらしいチャンスは来ないかもしれない」という思いを抑えなかったのだと述べている。
岡部がフリー騎手となったことはほかの騎手に影響を与え、1990年代にはトップジョッキーがフリーであることは一般的な事柄となった。さらにフリー騎手となってから数年が経過した時に、レースにだけ集中したいという思いから騎乗依頼についてエージェントを導入した。エージェントについても岡部の行動はほかの騎手に影響を与え、2006年にJRAが騎乗依頼仲介者として公認するほど普及した。ライターの阿部珠樹は岡部によって「優れた騎手が優れた馬に乗る」という「スポーツとして当然の法則」が切り拓かれたと評した。岡部は1つのレースに複数の騎乗依頼が来た場合、能力があると認めながらもそのレースでは騎乗できない競走馬への依頼を、自らを慕う柴田善臣、田中勝春に振り向けた。柴田、田中を受け皿とすることで、依頼を断るとその競走馬をほかの騎手にとられてしまいその後の騎乗が困難になるという問題に対処したのである。岡部と柴田、田中の関係は「岡部ライン」と呼ばれた。

#### 騎手生活最大の落馬事故（1988年）
1988年6月25日、岡部は福島競馬場でのレース中に落馬事故に見舞われた。岡部は鎖骨・肋骨の骨折、肺を損傷する重傷を負い、左腕の握力は3キロに低下した。落馬後に病院に運ばれて鎮痛剤を打たれた途端に意識を失い、臨死体験をするほどの窮地に陥った。岡部は自分の未来は自分の意思で決めるという信念を持ち、競馬関係者が重んじることの多いジンクスや運といった概念を好まず、特定の宗教を信じることのない人間であったが、事故後3週間が過ぎても回復の兆しが見えない中で騎手生命の終わりを意識し、神社に参拝して回復を祈るほどの精神状態に追い込まれた。懸命のリハビリの結果、事故から3か月後には騎手への復帰が可能な程度にまで回復した。この落馬事故について岡部は騎手生活最大の事故で「最大級の試練」であったと回顧している。なお自身は同年初春にも落馬事故に遭っている。

#### 関東のトップジョッキーとして活躍
岡部はデビュー2年目の1968年に関東リーディング6位となり、その後も1976年に関東のリーディングジョッキーになるなど、リーディング上位を維持し続けた。1987年に初めて全国リーディングジョッキーを獲得して以降、2000年までの14年間に10回関東リーディングジョッキーとなった。GI競走においても西高東低と呼ばれた時代にあってコンスタントに優勝し、美浦トレーニングセンター所属の調教師だけでなく栗東トレーニングセンター所属の調教師からも騎乗依頼が寄せられた。1995年には騎手として中央競馬史上最多となる通算2017勝を達成した（GI優勝時に騎乗していた競走馬については#年度別成績（中央競馬のみ）、GIを含む優勝した重賞競走の一覧については#年度別成績（中央競馬のみ）を参照）。なお、初めて中央競馬の全国リーディングジョッキーを獲得したのは騎手人生の後半を過ぎた39歳の時で、また重賞99勝、GI競走23勝は40歳以降に挙げたものである。岡部は自身の騎手人生を「『一流』と呼ばれるには程遠い地点から、長い長い時間をかけて自分の居場所を築いてきた」とし、また自分自身を晩成型と分析している。岡部は長距離戦に強く、ダイヤモンドステークス（岡部勝利時は3200m）、ステイヤーズステークス（3600m）をそれぞれ7勝（ともにレース史上最多勝利）した。八大競走においても菊花賞（3000m）を3勝、天皇賞（春）（3200m）を4勝し、「長距離の鬼」と称された。なお、1995年から引退した2005年までの間は日本騎手クラブ会長としても活動した。

#### キャリア晩年
キャリア晩年はトレーニングによって「20代後半のスポーツ選手と変わらない」といわれる肉体を維持しつつ、「一回一回競馬を楽しもう、一回一回悔いを残さず」という思いで騎乗を続け、中央競馬史上最年長の騎手として活躍した。2002年にはシンボリクリスエスに騎乗して第126回天皇賞（秋）を53歳11か月28日で優勝。これは当時GI競走およびGI級競走の中央競馬史上最高年齢での優勝記録であった。

##### 左膝の故障からの復帰（2004年1月）

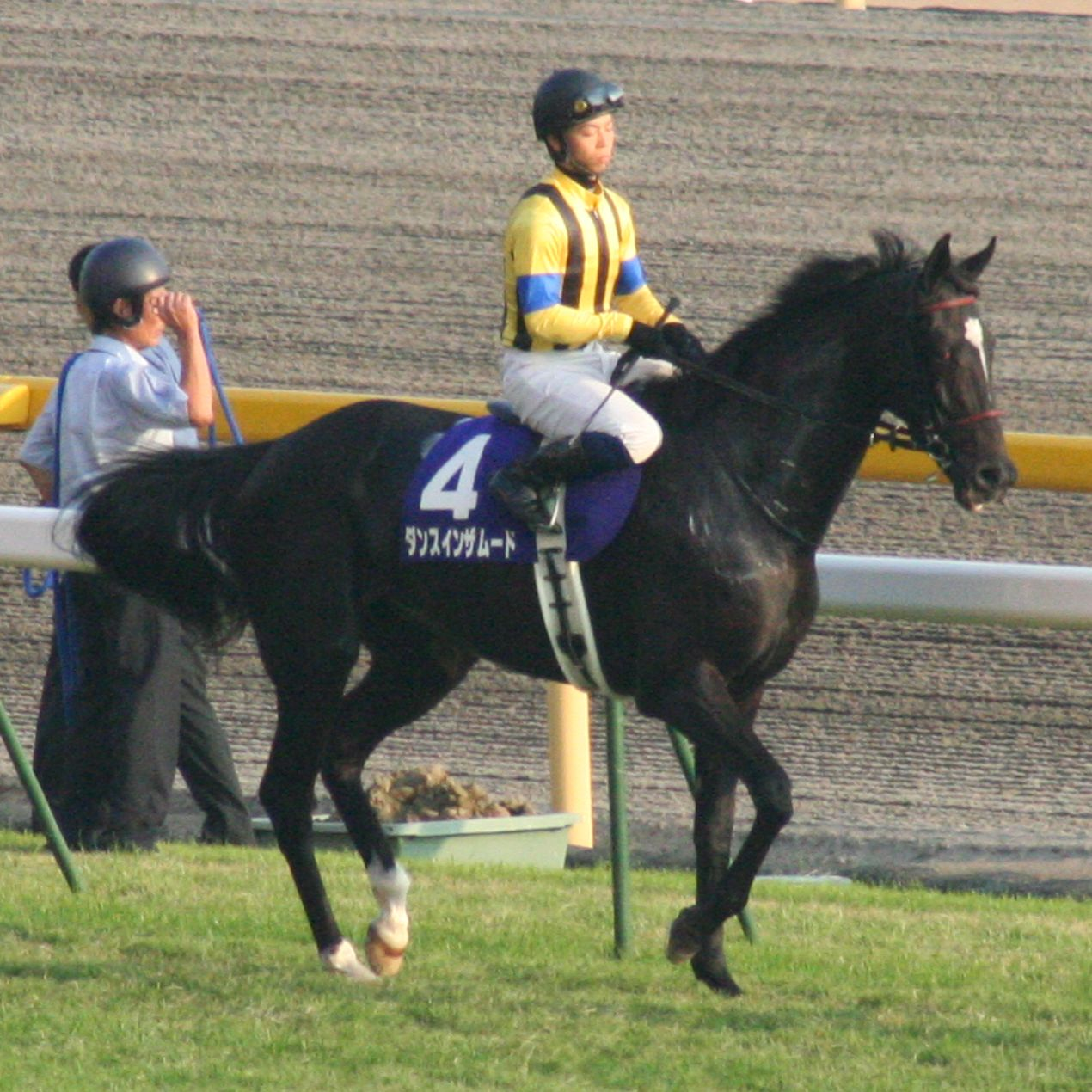
ダンスインザムード

晩年の岡部は左膝の痛みに悩まされ続け、痛み止めの注射を打ちながら騎乗を続けていた。2002年には左足を引きずって歩くほどに症状が悪化し、12月の有馬記念での騎乗を最後に休養に入り、左膝の半月板を手術した。1年近くにわたるリハビリを経て2004年1月25日の中山競馬で復帰。復帰初日には丸刈り姿でレースに臨み、同日第9競走の若竹賞で、後に桜花賞、ヴィクトリアマイルを勝つダンスインザムードに騎乗し1着となった。ゴール後に競馬場内は拍手に包まれ、勝利騎手インタビューでは涙で声を詰まらせる光景もあった。

#### 騎手引退（2005年3月）
2005年に入り岡部は自身の騎乗に違和感を覚えるようになった。2月19日にイメージ通りの競馬ができなくなっていることを自覚し、翌2月20日になっても改善が見られなかったため、同日のレースを最後に騎乗を自粛した。
同年3月10日に38年間におよぶ騎手生活からの引退を発表し、騎手免許を返上した。引退当時岡部は中央競馬における騎手の最多勝記録を更新し続けており、史上初の通算3000勝を目前にしていたが、岡部自身は記録がかかっていることで迷いは生じなかったと述べている。岡部は自らの騎手人生について、自身は「何かを焦ってやろうとしたり、背伸びしてやろうとしたりしても身につかないと考えているタイプだった」ことで、「あのとき、これをやっておけばよかった」という悔いだけは残さないようにしたいと心掛けながら、「今、与えられたこと、やれることを、やっていくしかない」と思って行った「自然体の努力」の結果であると振り返った。
これに伴って、2005年3月20日には中山競馬場で引退セレモニーが行われ、同日の第10競走に予定されていた「東風ステークス」は最終12競走に変更の上、レース名も「岡部幸雄騎手引退記念競走」と変更されて施行された。この日の中山競馬場には対前年比147.5%の6万3405人の入場人員を記録し、この日のために用意された引退記念グッズの多くは昼に売り切れた。全レース終了後のパドックには2万2000人のファンが集まり、セレモニーでは騎手クラブ代表の松永幹夫、柴田善臣、同期騎手の柴田政人、伊藤正徳、兄弟子の高橋英夫などから花束が贈呈され、群馬県の実家から駆け付けた父からも労いの言葉を受けた。武豊からは挨拶の場で「記録を次々に破ってすみませんでした。これからは（当時岡部が保持していた）最多勝の記録更新を目指して頑張ります」と挨拶され、これに岡部は「どんどん破ってください」と返答し、場内の笑いを誘った。また、後輩騎手である横山典弘らの提案で岡部を神輿に乗せ、騎手一同で担いでパドックを周回した。岡部は女優の吉永小百合のファンで、引退式では吉永からメッセージが贈られた。

### 騎手引退後
引退後は2006年10月から、「JRAアドバイザー」として裁決委員や審判業務を行う決勝審判委員などに対しての意見や助言、若手騎手に対する技術指導を行うアドバイザーを務める傍ら、フリーランスの競馬評論家的活動を行っている。騎手の中には引退後に調教師となる者も多数いるが、岡部は人間関係が重んじられる調教師は「自分の肌に合う職業ではない」として転身しなかった。沖縄でボランティアとして在来馬の維持活動に携わっており、「在来馬は2種類いるが、どちらも数が減ってきている。小さくてかわいい馬たちなのでなんとか維持させたい」とコメントしている。
2007年4月22日に開催した元騎手によるエキシビションレース、「第1回ジョッキーマスターズ」に出場（結果は9頭中5着）。翌2008年11月9日に行われた「第2回ジョッキーマスターズ」にも出場した（結果は8頭中3着）。
2009年6月20日付で日本中央競馬会裁定委員会委員に就任することになった。
2013年には筑波大学の非常勤講師に就任。同年5月27日に初めての講義を同大学で行った。
2020年11月3日付けで発表された秋の叙勲受章者において、中村均とともに旭日小綬章を受章。
2024年9月16日、現役時代の1984年にシンボリルドルフで勝利したセントライト記念で初めて誘導馬に騎乗した。全レース終了後のスペシャルトークショーでは「騎手をやめて以来ずっとあこがれていたのでよかった、呼んでいただければ今後もやりたい」とコメントした。

### 年表
- 1948年10月31日、群馬県新田郡強戸村（現在の太田市）に生まれる。
- 1964年4月、馬事公苑騎手養成所に入学。
- 1966年3月、馬事公苑騎手養成所を修了。
- 1967年3月、騎手免許を取得し、鈴木厩舎の所属騎手としてデビュー。
- 1968年12月、牝馬東京タイムズ杯を優勝し重賞初制覇を達成（騎乗馬ハクセツ）。
- 1971年6月、優駿牝馬（オークス）を優勝し八大競走初制覇を達成（騎乗馬カネヒムロ）。
- 1972年、アメリカ合衆国のデルマー競馬場において日本国外の競馬に初めて騎乗する。
- 1975年12月、結婚。
- 1984年、シンボリルドルフに騎乗し中央競馬牡馬クラシック三冠を達成。
- 同年、フリーランスの騎手となる。
- 1986年1月11日、中央競馬通算1000勝を達成[† 36]。
- 1987年、当時の中央競馬における年間最多勝記録の138勝[† 37]を挙げ、初めて全国リーディングジョッキーとなる。
- 1987年、中央競馬における年間最多騎乗（725回）を達成[† 38]。
- 1988年6月25日、福島競馬場でのレース中に落馬して負傷し、3か月間の入院生活を送った。
- 1990年10月20日、中央競馬通算1500勝を達成[† 39]。
- 1992年11月14日から15日にかけて、1節[† 40]単位での中央競馬最多勝となる10勝を達成[† 41]。
- 1994年、中央競馬での騎乗回数が12781回を超え、最多騎乗記録を更新[† 42]。
- 1994年2月13日、京都記念を優勝し、中央競馬史上初となる重賞100勝を達成（騎乗馬ビワハヤヒデ）。
- 1994年12月10日、中央競馬通算2000勝を達成[† 43]。
- 1995年1月14日、中央競馬史上最多となる通算2017勝を達成（騎乗馬プレストシンボリ）[67][† 44]。
- 1995年9月23日、サファイヤステークスを優勝し、中央競馬重賞115勝目を挙げる。これにより、保田隆芳の114勝[† 45]を更新。
- 1998年1月5日、中山金杯を優勝し、中央競馬史上最多となる24年連続での重賞競走優勝を達成[† 46][† 47]。
- 1998年2月1日、フェブラリーステークスを優勝し、中央競馬史上最高齢となる49歳3か月1日でのGI競走勝利を達成[† 48][† 49]。
- 1998年3月21日、中央競馬史上初となる15000回騎乗を達成（騎乗馬エアスマップ）。
- 1998年8月16日、フランスのジャック・ル・マロワ賞を優勝し、日本国外の国際G1制覇を達成（騎乗馬タイキシャトル）。
- 1999年1月24日、中央競馬史上初の通算2500勝を達成[67]。
- 2000年、中央競馬史上初となる重賞競走騎乗回数1000回を達成。
- 2002年12月22日、第9競走の有馬記念での騎乗を最後に左膝の治療のため長期休養に入る。
- 2003年は1度も騎乗がなく1975年から続いていたJRA重賞連続年勝利記録が28年で途切れる。
- 2004年1月25日、長期休養から399日ぶりにレースに復帰。
- 同日、中山競馬場第8競走で優勝し、中央競馬史上最高齢（当時）となる55歳2か月25日での勝利を達成[† 50][† 51][† 52]。
- 2005年3月10日、騎手免許を返上し騎手を引退。

## 私生活
私生活での岡部は家庭を大切にし、騎手としての全盛期にも「世界で一番家族が大切」「仕事と家庭、どちらかを捨てなければならない状況に直面した（ならば）躊躇なくボクは馬をやめる決断をする」と公言していた。岡部は競馬社会の血縁関係のしがらみに拘束されることを嫌い、競馬とは関係のない女性と結婚した。騎手時代の岡部は、子供の学校行事に一度も出席できなかったり、妻の出産に一度も立ち会えないなど、家族との交流が制限されていた。そのため騎手引退後は父親と旅に出たり子供の学校行事に参加するなど、家族との交流に努めている。自宅がある千葉県成田市と沖縄との往復が生活の中心とし、「好きなこと」「現役時代にできなかったこと」に挑戦するため、新たな趣味としてスキューバダイビングやサーフィンなどを始めた。

## 成績

### 通算成績（中央競馬のみ）
| 通算成績 | 1着   | 2着   | 3着   | 4着以下 | 騎乗回数 | 勝率 | 連対率 |
| -------- | ----- | ----- | ----- | ------- | -------- | ---- | ------ |
| 平地     | 2,928 | 2,437 | 2,192 | 11,027  | 18,584   | .158 | .289   |
| 障害     | 15    | 9     | 5     | 33      | 62       | .242 | .387   |
| 計       | 2,943 | 2,446 | 2,197 | 11,060  | 18,646   | .158 | .289   |

### 年度別成績（中央競馬のみ）
※勝利数が太字になっている年は全国リーディングジョッキー、斜体になっている年は関東リーディングを獲得したことを意味する。太字の競走名はグレード制が導入された1984年以降はGI競走を、1983年以前は八大競走を指す。
| 年     | 勝利数   | 勝率 | 連対率 | 重賞優勝 |
| ------ | -------- | ---- | ------ | --- |
| 1967年 | 15勝     | .075 | .201   | |
| 1968年 | 54勝     | .110 | .248   | 牝馬東京タイムズ杯 |
| 1969年 | 72勝     | .133 | .282   | 金杯（東）、アラブ王冠（春） |
| 1970年 | 28勝     | .066 | .176   | 七夕賞 |
| 1971年 | 43勝     | .109 | .201   | 優駿牝馬（オークス）（騎乗馬カネヒムロ）ほか4勝 |
| 1972年 | 36勝     | .110 | .242   | 朝日杯3歳S、目黒記念（春）、高松宮杯 |
| 1973年 | 31勝     | .082 | .224   | 東京4歳S |
| 1974年 | 37勝     | .101 | .188   | |
| 1975年 | 44勝     | .126 | .243   | 京都牝馬特別、クモハタ記念 |
| 1976年 | 63勝     | .145 | .268   | クイーンS、毎日王冠 |
| 1977年 | 58勝     | .133 | .267   | 金杯（東）、クイーンC、NHK杯、セイユウ記念、京成杯3歳S |
| 1978年 | 62勝     | .158 | .263   | 天皇賞（春）（騎乗馬グリーングラス）ほか3勝 |
| 1979年 | 55勝     | .142 | .268   | エリザベス女王杯、スプリンターズS、牝馬東京タイムズ杯 |
| 1980年 | 48勝     | .123 | .246   | 優駿牝馬（オークス）（騎乗馬ケイキロク）ほか3勝 |
| 1981年 | 66勝     | .134 | .273   | クイーンC、サンスポ賞4歳牝馬特別、新潟記念 |
| 1982年 | 46勝     | .104 | .218   | 安田記念、七夕賞、牝馬東京タイムズ杯 |
| 1983年 | 86勝     | .162 | .305   | 優駿牝馬（オークス）（騎乗馬ダイナカール）ほか5勝 |
| 1984年 | 78勝     | .143 | .279   | 中央競馬牡馬クラシック三冠（騎乗馬シンボリルドルフ）、有馬記念（騎乗馬シンボリルドルフ）ほか8勝                                                                  |
| 1985年 | 76勝     | .144 | .266   | 天皇賞（春）（騎乗馬シンボリルドルフ）、ジャパンC（騎乗馬シンボリルドルフ）、有馬記念（騎乗馬シンボリルドルフ）ほか4勝                                           |
| 1986年 | 101勝    | .184 | .338   | 皐月賞（騎乗馬ダイナコスモス）、天皇賞（春）（騎乗馬クシロキング）ほか5勝                                                                                        |
| 1987年 | 138勝    | .190 | .331   | ダイヤモンドS、スプリングS、新潟3歳S、京王杯オータムH、毎日王冠                                                                                                  |
| 1988年 | 85勝     | .197 | .360   | 有馬記念（騎乗馬オグリキャップ）ほか6勝 |
| 1989年 | 94勝     | .204 | .350   | 安田記念（騎乗馬バンブーメモリー）ほか6勝 |
| 1990年 | 105勝    | .184 | .348   | 天皇賞（秋）（騎乗馬ヤエノムテキ）ほか5勝 |
| 1991年 | 128勝    | .209 | .372   | 菊花賞（騎乗馬レオダーバン）ほか3勝 |
| 1992年 | 129勝    | .227 | .353   | ジャパンカップ（騎乗馬トウカイテイオー）ほか6勝 |
| 1993年 | 114勝    | .230 | .370   | 菊花賞（騎乗馬ビワハヤヒデ）、マイルチャンピオンシップ（騎乗馬シンコウラブリイ）ほか10勝                                                                         |
| 1994年 | 121勝    | .202 | .345   | 天皇賞（春）（騎乗馬ビワハヤヒデ）、宝塚記念（騎乗馬ビワハヤヒデ）ほか12勝                                                                                       |
| 1995年 | 121勝    | .209 | .343   | 皐月賞（騎乗馬ジェニュイン）、朝日杯3歳ステークス（騎乗馬バブルガムフェロー）ほか5勝                                                                             |
| 1996年 | 136勝    | .211 | .365   | マイルチャンピオンシップ（騎乗馬ジェニュイン）ほか5勝 |
| 1997年 | 124勝    | .211 | .328   | フェブラリーS（騎乗馬シンコウウインディ）、高松宮杯（騎乗馬シンコウキング）、安田記念（騎乗馬タイキブリザード）、スプリンターズS（騎乗馬タイキシャトル）ほか16勝 |
| 1998年 | 100勝    | .168 | .307   | フェブラリーS（騎乗馬グルメフロンティア）、安田記念（騎乗馬タイキシャトル）、マイルチャンピオンシップ（騎乗馬タイキシャトル）ほか7勝                             |
| 1999年 | 97勝     | .164 | .276   | サンスポ賞4歳牝馬特別、クイーンS |
| 2000年 | 103勝    | .149 | .268   | ジャパンカップダート（騎乗馬ウイングアロー）、NHKマイルカップ（騎乗馬イーグルカフェ）ほか6勝                                                                     |
| 2001年 | 101勝    | .158 | .263   | 中京記念、京王杯スプリングC、関屋記念、エルムS |
| 2002年 | 85勝     | .144 | .283   | 天皇賞（秋）（騎乗馬シンボリクリスエス）ほか9勝 |
| 2003年 | 騎乗なし | -    | -      | |
| 2004年 | 60勝     | .105 | .210   | |
| 2005年 | 3勝      | .032 | .116   | |

### 日本国外・地方競馬における成績
- 日本国外通算133戦13勝（アメリカ5勝、ドイツ2勝、イギリス、ドバイ、マカオ、アイルランド、ブラジル、フランス各1勝）
  - 主な勝ち鞍：ジャック・ル・マロワ賞（騎乗馬タイキシャトル）、マカオダービー（騎乗馬メディパル）など。
- 地方通算136戦25勝。
  - 主な勝ち鞍：ブリーダーズゴールドカップ2回（騎乗馬ウイングアロー）、ダイオライト記念（騎乗馬デュークグランプリ）、名古屋グランプリ（騎乗馬ワイルドソルジャー）など。
- 中央・地方・日本国外の勝利数を合計すると2981勝である。なお、引退時には当時存在した「牡馬が出走可能な中央競馬のG1競走」を全て制覇していた。

## 表彰
- 騎手大賞（1987年、1991年） ※2回は武豊・福永洋一・加賀武見に次ぐ歴代4位タイ
- 最多勝利騎手（1987年、1991年）
  - 関東リーディング：11回（1976年、1987年、1989年 - 1994年、1996年、1997年、2000年） ※11回は歴代最多、6年連続は戸崎圭太と並ぶ歴代最長タイ
- 最高勝率騎手（1987年 - 1993年、1995年、1996年） ※9回は武豊に次ぐ歴代2位、7年連続は歴代最長
- 最多賞金獲得騎手（1987年、1991年 - 1992年、1994年） ※4回は歴代5位タイ
- 優秀騎手賞（1969年、1970年 - 1972年、1975年 - 1981年、1983年、1985年 - 2002年）
- フェアプレー賞（1985年、1986年、1990年、1994年、1996年、1998年、2000年、2002年、2004年） ※10回は歴代7位タイ[79]
- 東京競馬記者クラブ賞（1987年）
- 日本プロスポーツ大賞
  - 功労賞（1988年、1996年）
  - 特別賞（1993年）
- スポーツ功労者 文部科学大臣顕彰（2006年）
- 騎手顕彰（2014年）
- 旭日小綬章（2020年）

## 騎手としての特徴
- 成績・記録面の特徴については#成績を参照。

### 競馬観

#### 馬優先主義
岡部はアメリカ遠征時に、現地の競馬関係者が馬を中心に行動し、馬と対等の立場に立って行動することに感銘を受けた。岡部はその経験を元に、競馬の主役をあくまで馬とみなし、馬と同じ目線に立って馬の気持ちを汲み取る「馬優先主義」の理念を提唱した。具体的には人間の抱く無理な夢ほど馬にとって迷惑なことはなく、無理を強いると馬の一生が変わってしまうという考えに立ち、馬の将来を見据えた育成、調教、レース、ローテーション管理を行うことを提唱した。その対象は岡部自身も「年の一度の最高のレース」と認める日本ダービーにも向けられ、ダービー出走が目的化してしまい、発育が十分でない競走馬に無理なトレーニングを課した結果能力が削がれてしまう例も数多くあるとし、ダービーだけを持て囃すことに対して疑問を呈した。岡部は未完成な競走馬のダービー出走にこだわったことで馬の能力が削がれた実例として、しばしばマティリアルの名を挙げる。また、1990年に八大競走のうち桜花賞を除く7つの優勝を達成してからは桜花賞を勝つことができるかどうかに競馬ファン及びマスコミの注目が集まったが、岡部は「成長途上にある3歳牝馬の将来のことを考えると勝利至上主義にはなれない」という理由から優勝にこだわりはないと発言していた。
馬優先主義は当初ほとんど受け入れられなかったが徐々に浸透し、賛同者は増加していった。代表的な賛同者として後輩騎手の横山典弘、調教師の藤沢和雄や赤沢芳樹（大樹ファーム元代表取締役）らがいる。
一方、馬券を買う側の立場から「馬優先主義」の一部に疑問を呈した人物として、競馬評論家の大川慶次郎がいる。大川は岡部の技倆について「これくらい信頼に足るジョッキーもいない」、「ナンバーワン」と評しながらも、実戦で調教的な騎乗を行う点については「レースが終わった後に『練習だった』みたいなことを言われたら『カネ返せ!』って文句も言いたくなりますよね。一見カッコいいように見えるけど、『何言ってんだ』ってときどき思いますよ」と批判した。岡部自身、馬の将来を踏まえたレース運びで敗れた後に「調教は美浦（トレーニングセンター）でやれ」とファンから怒鳴られた、という経験を引退後に刊行した著書『勝負勘』に記し、そうした声に対して「正当性はよくわかる」とした上で、「最後まで馬を追っていれば1着になれる可能性があるのにそれをしないで2着に終わらせるということや、3着に残る可能性があるのに流してしまうなどということは決してなかった。あくまでも、ファンを裏切らないことを心がけながら、将来を見据えたレースをしていた」と説明している。

### 騎乗論
岡部は競馬のレースにおいては事前のシミュレーションに反する状況が生まれ、その際騎手には瞬間的な判断力と即決力が問われると述べている。それらの力を岡部は「勝負勘」と呼び、勝負勘は生まれながらに備えていなくとも努力と経験によって得ることができるとしている。また、岡部はレースで馬の能力を引き出す最善策を、「騎手が馬に働きかける要素をできるだけ減らして、馬の気持ちにできるだけ耳を貸（す）」ことであり、騎手が自分の思い通りにレースを動かそうとしても功を奏しないことが多いとしている。
ライターの島田明宏によると、1994年に武豊が「一番重要なのは、馬にレースは辛いものと思わせないこと。だから、特に新馬戦ではなるべくムチを使わない方がいい」、「馬をモノみたいに見たり言ったりするのはやめてほしい。クルマやなんかとは違う、生き物なんだから」と語っていたというが、岡部も武のこの2つの発言と全く同じことを話していたといい、二人について「実際、この2人には馬の見方、プロ意識など共通する部分が多い」と評している。
岡部はチャンスについても、「人生の中で手にするチャンスの質や大きさが違うところはあるのだろう。だけれども、『今やれること』をやりながら一歩一歩先へと進んでいたならば、誰でもチャンスを掴むことができるに違いない」と述べ、また同時に「勝ち組」「負け組」という言葉について、「そんな選別は自分、あるいは他人が勝手に決めつけているだけのものに過ぎない」と述べている。

### 身体
現役時代の公式データでは身長161cm、体重53kgであった。本人曰く太りにくい体質で減量に苦しんだことがなく、そのことが長く騎手を続けられた大きな要因であった。キャリア晩年はトレーニングによって筋肉を鍛える重要性に気付き、積極的に行った。

### 競馬関係者からの評価
岡部に騎乗を依頼した調教師からの評価
シンボリルドルフの管理調教師であった野平祐二は、岡部の騎手としての特徴を、競走馬にレースの仕方を教育し、どんな馬も理想の馬・完璧な馬に作り上げようと尽くす点にあると評した。シンボリルドルフの調教助手を務め、調教師となった後に多くの競走馬の主戦騎手を岡部に任せた藤沢和雄は、騎手の中でも岡部については「別格」として扱っていたことは有名であり、岡部が引退を発表した際には「今の藤沢和雄はジョッキー（厩舎関係者の間での岡部の通り名）の存在なくしてはなかった」とコメントした。バンブーメモリーを管理していた武邦彦は、自身のホースマンとしてのキャリアの中で「抜けて素晴らしかった騎手」として、「天才」と称された福永洋一と自身の息子である豊を差し置いて岡部を挙げた。ビワハヤヒデを管理していた浜田光正は、コースロスが少なく勝負どころでいつも2、3番手につけるレースぶりが「関係者を非常に安心させてくれるもの」だったと評した。
岡部と同じ時期に騎手として活躍した人物からの評価
武豊・柴田善臣・田中勝春・坂本勝美は、岡部をあらゆる面ですべての騎手の手本・目標であると評した。武豊は1997年に岡部について、「あの人は、僕なんかがどうこういえるような存在じゃない。とてつもない人ですよ。まだまだ追いつける気がしないし、僕の競争相手として見たこともありません。そんな見方は失礼になりますしね」、「立派な考え方の先輩方は沢山いますけど。あの人は別格です。騎手としても、人間としても尊敬しています」と述べている。横山典弘は「直接教えられなくても、一緒に乗っているだけで学ぶことは山ほどありました」と述べている。
河内洋は岡部について、「とにかく完璧な人だった。よく言われるように馬を優先する主義で、どんなことにしても馬のことを第一に考えていた」、「僕にとっても岡部さんの競馬に対する姿勢というのは本当に勉強になった」、「引退する間際になっても熱心に調教に騎乗していたのには驚かされる。なかなか真似できることではないね」と述べ、レースぶりについては、「馬にムダな労力をかけずに、最終的にきっちり勝っていた。騎乗していて、余裕があるんでしょう」と評した。
田原成貴は若手時代に岡部を理想に最も近い騎手と見なし、騎乗したレースのビデオテープを繰り返し見て参考にした。田原は岡部の最も素晴らしい点は「努力を遥かに超えている努力」によって肉体を維持している点にあると評した。田原は1995年の朝日杯3歳ステークスをバブルガムフェローで優勝した岡部の騎乗について、スタートしてから前へ行きたがったバブルガムフェローをなだめてスムーズに折り合いをつけたこと、4コーナーで内にモタれて武豊・エイシンガイモンが内へ切れ込んで行き場をなくしたものの、ここで少しも慌てずに馬とのリズムの立て直しに専念し、直線に入って何事もなかったかのように己の仕掛けをしてバブルガムフェローを反応させたことについて、「やはり日本を代表する名手」と評している。
オリビエ・ペリエは、岡部のペース判断の正確さを評価し、岡部に「日本での乗り方を教えてもらったと言っても過言ではない」としている。藤田伸二は岡部がもつ鞭を扱う技術について、鞭と一体化したような柔らかでしなるような腕の動きや、左右の手で持ち替える際のスムーズさを高く評価し、野平祐二を超えるほどの技術を持っていたのではないかと述べている。

## エピソード
- 見習時代は客に持たせる土産に千葉まで行ってピーナッツ煎餅、船橋まで行って焼き蛤を買いに行ったこともあった。
- 1978年には500勝を達成し、記念パーティー「岡部幸雄を励ます会」を開いた。春日八郎、大橋巨泉、山田太郎らが出席し、同期の伊藤は五木ひろし「ふたりの旅路」を歌った[105]。このパーティーで挨拶も述べているが、岡部に「僕は技術にしても何にしても岡部君には負けます」としつつも、「ひとつだけ勝てるものがあります。僕はダービーに勝っているけど、岡部君はダービーを勝っていない」と言った[106]。岡部はそれまで笑みを浮かべていたが、この言葉を聞いて無表情に一変している[106]。

## 著書
- 『ルドルフの背』池田書店、1986年。ISBN 4262143716。
- 『ぼくの競馬ぼくの勝負』大陸書房〈大陸文庫〉、1992年。ISBN 480334129X。
- 『チャンピオンのステッキ―岡部幸雄が語る平成競馬の楽しみ方 トウカイテイオーからナリタブライアンまで』コミュニケーションハウス社、1997年3月。ISBN 4756310184。
- 『チャンピオンの密かなる愉しみ―岡部幸雄の競馬ワールド』コミュニケーションハウス社、1997年4月。ISBN 4756310222。
- 『勝つための条件 改訂・新版』ブックマン社、1997年11月。ISBN 489308321X。
- 『名手岡部・飛翔の蹄跡 勝つ馬の条件―海外G1制覇が物語る強い馬の真実』日本文芸社、2000年。ISBN 4537140259。
- 『勝負勘』角川書店〈角川oneテーマ21〉、2006年。ISBN 4047100609。
- 『馬・優先主義』シリーズ - サンケイスポーツ紙・『週刊Gallop』で現役時代から引退後の2007年1月まで連載していたエッセイ。主に競馬に関する評論。
  - 『馬、優先主義』ミデアム出版社、1991年。ISBN 4944001274。
  - 『続馬、優先主義』ミデアム出版社、1993年。ISBN 494400138X。
  - 『続々馬、優先主義』ミデアム出版社、1995年。ISBN 4944001428。
  - 『馬、優先主義〈4巻〉』ミデアム出版社、1997年。ISBN 4944001517。
  - 『馬、優先主義〈5巻〉』ミデアム出版社、1999年。ISBN 4944001614。

## 映像作品
- 『岡部幸雄・馬と歩んだ日々』（DVD） 発売日：2005年11月25日 販売元：株式会社ポニーキャニオン 規格番号：PCBC-50780

## テレビ・CM出演
騎手当時から、JRAのCMに出演しており（ジョッキーキャンペーンでナインティナインの岡村隆史と共演）、引退後の2009年秋には「CLUB KEIBA」キャンペーンのCMにバーテンダーの役で出演した。
また引退後は、フジネットワークの競馬中継（西日本の『競馬BEAT』（かつては『DREAM競馬』）、東日本の『みんなのKEIBA』（かつては『スーパー競馬』→『みんなのケイバ』）に、主にGIレースのある週にゲスト解説者（アドバイザー）として度々出演しているほか、NHK BS1「世界の競馬」でも「マスターズ・アイ」と題して、レースの分析を行うコーナーを担当している。
グリーンチャンネルでも自らの司会・冠番組である「岡部フロンティア」シリーズを担当。

## ギャラリー

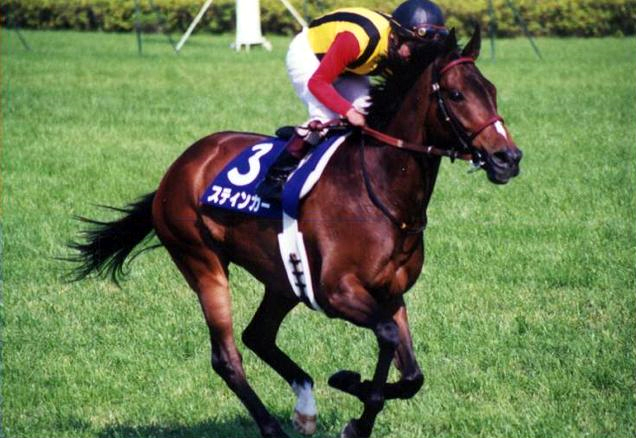
スティンガーに騎乗する岡部（2001年6月3日 第51回安田記念）